# 오라티노
오라티노(이탈리아어: Oratino)는 이탈리아 몰리세주 캄포바소도의 코무네다. 캄포바소로부터 서쪽 7km 거리에 있다.